# Zonkey
Uno zonkey o zebrasino è un incrocio tra una zebra maschio e un asino femmina. Questi incroci sono piuttosto rari. 
Sia gli asini che le zebre, insieme al cavallo, appartengono al genere Equus.

## Descrizione

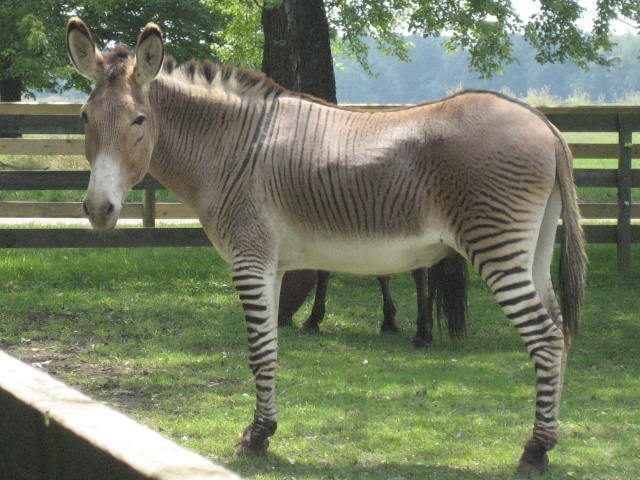
Un esemplare di zebrasino.

Gli zebrasini sono molto simili agli asini, ma come le zebre, il mantello presenta strisce bianche e nere, soprattutto sugli arti.

## Riproduzione
In Sud Africa si verificano casi in cui le zebre e gli asini si trovino a convivere e così, raramente, nasce uno zebrasino. Come i muli, tuttavia, sono geneticamente incapaci di riprodursi, a causa di un numero dispari di cromosomi che perturbano la meiosi. Tuttavia, in “L'origine delle specie”, Charles Darwin ha segnalato un caso di zebrasino che, apparentemente, sia capace di produrre con una cavalla baia un "triplice ibrido". 
Esistono anche altri tipi di ibridi tra una zebra e un'altra specie di equino:
- Uno zebrinny è figlio di un cavallo maschio e una zebra femmina;
- Un zebrula è figlia di una zebra maschio e una cavalla;
- Una Zedonk è il frutto di una zebra femmina e un asino maschio.

## Nella cultura di massa
Nel 2013, a Firenze, è nato Ippo, uno zonkey incrocio tra un'asina di razza Amiata e una zebra maschio. La celebrità mediatica di questo esemplare ha spinto Disney e Trudy ad interessarsi alla possibile commercializzazione di zonkey, rispettivamente come animazione e peluche.